# Bűvészet

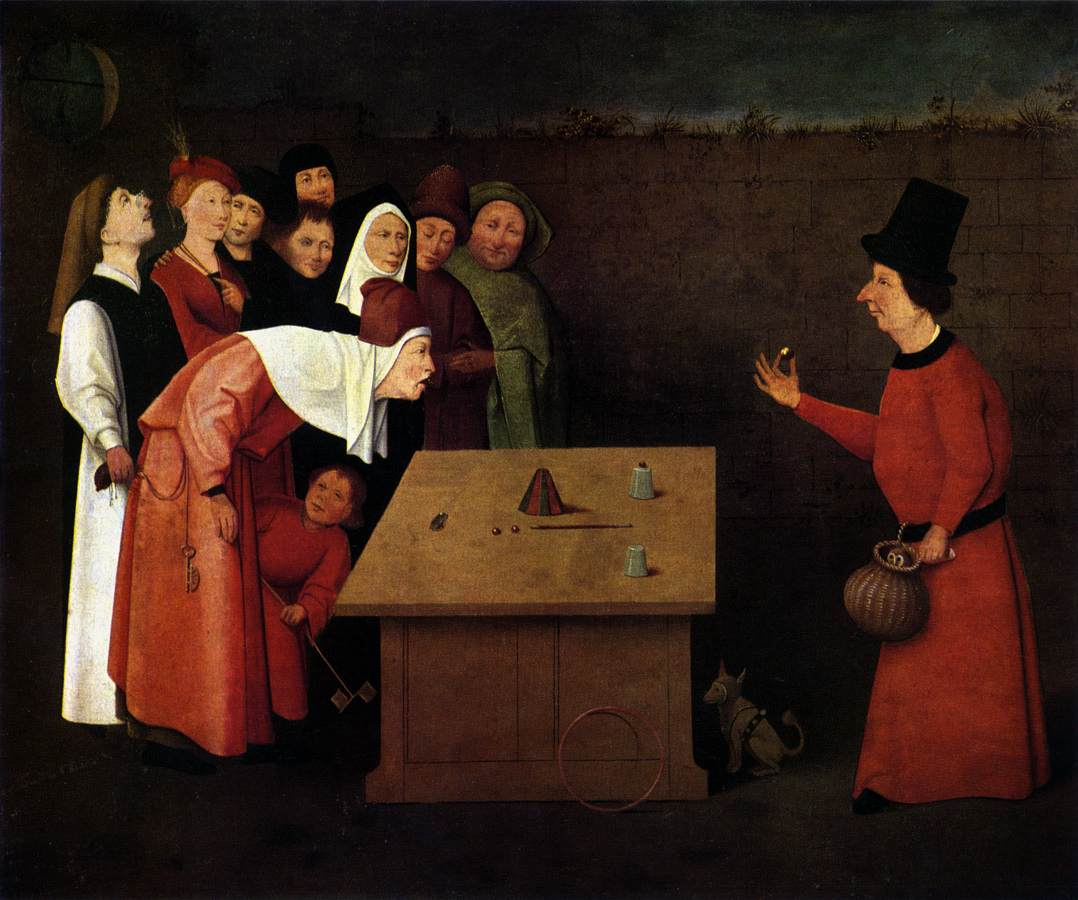
Hieronymus Bosch: A bűvész
A kép a serleg és golyók nevű trükk bemutatását ábrázolja. Amíg a festő az álmélkodó nézőtől a bűvész felé vezeti tekintetünket, addig alig észrevehetően egy másik néző kilopja az álmélkodó erszényét.

A bűvészet egy szórakoztató előadó-művészeti műfaj, melynek során a bűvész látszólag lehetetlen, a fizikai törvényeinek ellentmondó, vagy éppen természetfelettinek tűnő események illúzióját kelti. A bűvészet egy összegző fogalom, melybe a néhány főnek előadott mikrotrükköktől kezdve a többezres nézőközönségnek bemutatott show-műsorok is beletartoznak.

## A bűvészet története

### Ókor
Az első írásos emlék, amit kapcsoltba hoznak a bűvészettel, a Westcar-papirusz, melyet 1823-24 körül talált meg Henry Westcar Egyiptomban, és 1890-ben Adolf Erman fordított le. A tekercsek keletkezését Kr. e. 1800-1600 közé becslik, és a Kr. e. 2600 körül uralkodó Kheopsz fáraó idejéből származó csodás történeteket tartalmaz. Az egyik egy Dedi (vagy Dzsedi) nevű varázsló mutatványairól számol be, aki levágott fejű állatokat keltett újra életre.
A Biblia a Kivonulás könyvében (VII, 10-12) beszámol arról a történetről, amikor Áron egy botot változtatott kígyóvá Merenptah fáraó előtt (i. e. 1269-1203) és a fáraó, akit egyáltalán nem lepett meg a dolog, a saját varázslóival ismételtette meg ugyanezt a csodát. Szent Pál Timótheoszhoz írt második levelében beszél a kortárs (I. századi) szemfényvesztők játékairól.[forrás?]
Lucius Annaeus Seneca művében, a Lucilliuszhoz írt Erkölcsi levelek közül a XLV. levélben megemlíti a kortárs, I. századi szemfényvesztők "poharacskáit és kövecskéit", utalva ezzel a serleg és golyók nevű bűvésztrükkre.
A 2-3. századi görög író, Naukratiszi Athénaiosz a "A Bölcsek lakomája", latinul Deipnosophistae című művében leírja, hogy Nagy Sándor (i. e. 356-323) esküvőjén három bűvész lépett fel: a tarantói Scymnus, a siracusai Philistides és a mitylene-i Heracleitus.

### Újkor

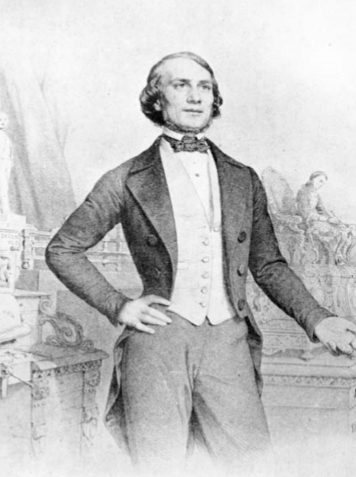
Jean Eugène Robert-Houdin francia bűvészt szokás a "modern bűvészet atyjának" nevezni.

A bűvészek sokáig a vásárok és búcsúk fellépői voltak. A 18. századra a műfaj már nagy népszerűségnek örvendett, több bűvész bejárta Európát mutatványaival. A korszak híres bűvészei közé tartoztak többek között az angol Isaac Fawkes (1675-1732), a francia Nicholas-Philippe Ledru (művésznevén: Comus, 1731-1807) és Louis Comte (1788-1859), valamint az olasz Bartolomeo Bosco (1793-1863).

### 19. század
A 19. század közepén nagy változást jelentett, amikor a bűvészet színpadi műfajjá lépett elő. Párizsban Jean Eugène Robert-Houdin (eredeti szakmáját tekintve órásmester, akit a „modern bűvészet atyjának” is neveznek) alapított bűvészszínházat 1845-ben, míg Londonban John Henry Anderson („Észak varázslója”) járta ugyanezt az utat, ő 1840-ben nyitotta meg első színházát. Bár a század második felében az előadók még általában maguk találták ki trükkjeiket, de ekkor kezdett szétválni a bűvésztrükkök feltalálóinak és előadóinak köre.

### 20. század – napjainkig

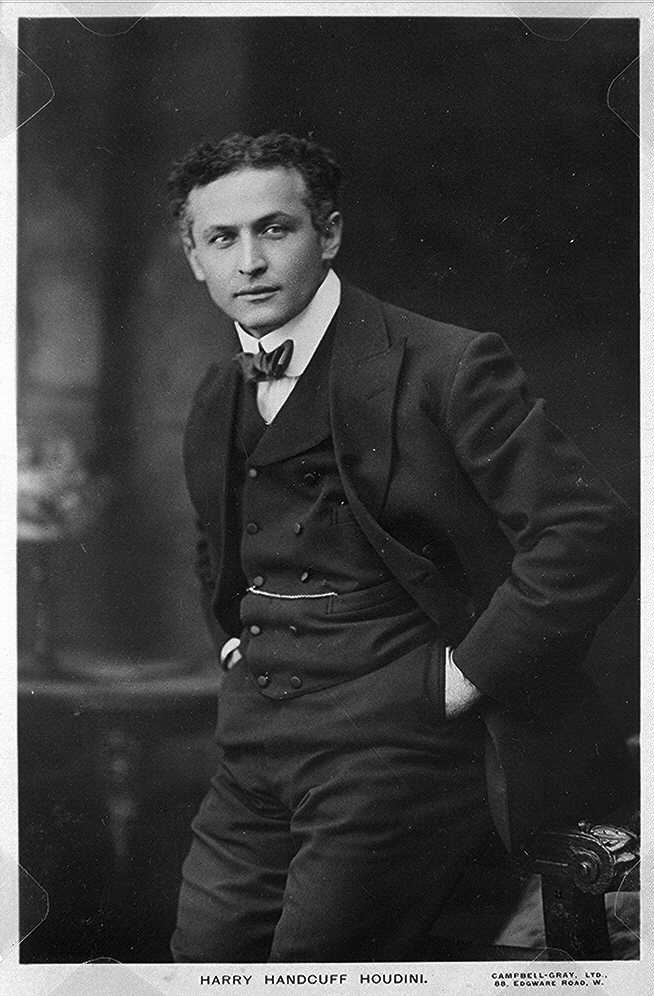
A magyar származású Harry Houdini szabadulóművészként és bűvészként lett világhírű.

A 20. század elején népszerűvé váló, a bűvészetet érintő különös irányzat volt a spiritizmus, amely során a médiumok természetfelettinek mondott bemutatókat tartottak, azonban általában trükköket használtak szeánszaikhoz. A magyar származású Harry Houdini komoly erőfeszítéseket tett azért, hogy leplezze a kor csaló médiumait, akik valójában bűvésztrükköket alkalmaztak a nézőközönségük megtévesztésére.
Harry Houdini (aki művésznevét a Robert-Houdin iránti tiszteletből választotta), maga szabadulóművészként és bűvészként vált híressé, szabadulásait széles közönség előtt mutatta be, melyek közül sokat felvétel is őriz, továbbá némafilmszereplőként is ismert volt.
A második világháború után a televízió terjedése új megjelenési formát biztosított a bűvészek számára, többen a televíziós szerepléseik, illetve önálló show-műsoraik révén világhírnévre tettek szert. Közéjük tartozik többek között Paul Daniels, Siegfried & Roy, Penn & Teller, David Copperfield, David Blaine, illetve Dynamo.

### Magyarországon
Az első magyar nyelven megjelent bűvészkönyvet 1804-ban adta ki Tomentsek János A kis tátos címmel. Ezt követte Czövek István A mágyiás ezermester című könyve 1816-ban, ami háztartási praktikák, receptek, fejtörők mellett bűvésztrükkök leírását is tartalmazta.
A 20. század elejének híres bűvésze volt Göndör Miklós (művésznevén Corodini), az ő tiszteletére rendezik meg évente a Corodini-bűvészversenyt, illetve az ő nevét viseli a Corodini Bűvészklub. A 20. század vitathatatlanul legismertebb magyar bűvésze, aki külföldi fellépései révén nemzetközi hírnévre is szert tett, Rodolfo volt, akinek szállóigévé vált mondata lett a „Vigyázat, csalok”. Rodolfo sokat tett a műfaj hazai népszerűsítéséért, televíziós műsoraiban (Képzőbűvészet, Bűvészettörténet), nemcsak bemutatta, de meg is tanította a nézőket egyes trükkök előadására.
A Magyar Televízióban éveken át vetített „Ki mit tud?” című vetélkedőben bűvészek is felléptek, ebben a műsorban ismerte meg a közönség többek között Gloviczki Pétert és Ungár Anikót is.

## A bűvésztrükkök fajtái
A bűvészek által bemutatott trükköket az alábbi kategóriákba sorolhatjuk:
1. Close-up (mikromágia): A bűvész asztalnál, kisebb közönségnek, közelről mutat be trükköket.
2. Stand-up (régebben szalon bűvészet): A bűvész messzebbről, vagy színpadon nagyobb közönségnek mutat be trükköket.
3. Mentalizmus: A bűvész olvas a néző gondolataiban, elme-manipuláció.
4. Gyermekműsor: A bűvész gyermekeknek, színpadról, vagy közelről mutat be trükköket, melyek közül néhánynak a titkát is elárulja. Interaktívan, a gyerekek bevonásával és segítségével történik.
5. Illúzió: A bűvész nagy alakú rekvizitek (kellékek) felhasználásával megdöbbentő, látványos illúziókat[7] mutat be az emberi testtel, állatokkal, járművekkel, nagyméretű tárgyakkal, természeti jelenségekkel (például embereket, tárgyakat jelenítenek meg, kettéfűrészelnek, lebegtetnek). Az ilyen jellegű műsorok képviselői az illuzionisták, akik jellemzően show-műsorok, színházak, céges- és szállodai rendezvények, luxushajók fellépői.
6. Manipuláció: Kézügyességi mutatványok, mechanikus segédeszközök használata nélkül, amelyek távolabbi (stand-up) és közeli (close-up) bemutatásra is alkalmasak.
7. Általános bűvészet: A bűvészet alapja. Minden területből tud és használ is egy kicsit. Az általános bűvészetből alakul ki adottságok és tehetség alapján, hogy melyik műfajra a legalkalmasabb az előadó. A modern bűvészetben már nem jellemző az alapok elsajátítása. Többnyire saját elképzelések alapján választanak ágazatot az új bűvész jelöltek.

## Az etikai kódex
Az IBM (International Brotherhood of Magicians és az SAM (Society of American Magicians) az alábbi etikai kódexet állította össze tagjai részére:
1. Ellenzi bármely bűvésztrükk vagy illúzió megoldásának vagy működési elvének szándékos, nyilvános leleplezését.
2. Etikus magatartást tanúsít más bűvészek bemutatójával kapcsolatban nyilvánosan és bűvészkörökben, vagyis nem gátolja vagy zavarja más bűvész előadását semmilyen módon. Illetve nem használja engedély nélkül más ötletét.
3. Elismeri és tiszteletben tartja a bűvész alkotók, feltalálók, szerzők és a jogtulajdonosok kizárólagos jogait ötleteikkel, előadásukkal, trükkjeikkel és publikációikkal kapcsolatban és engedélyt kér az érintettektől, amennyiben fel akarja használni művüket.
4. Tartózkodik minden valótlan vagy félrevezető állítástól a bűvészethez tartozó minden tevékenységben (bemutató, reklám, szakirodalom, kereskedelem, nyilatkozat stb.).
5. Nem hirdet vagy árusít olyan kelléket, trükköt, publikációt amelyhez nem birtokolja a jogtulajdonos engedélyét.
6. Támogatja a bűvészet során használt állatokkal való humánus bánásmódot.

## Magyar bűvészek
- Álland Jácint[10]
- Bacsa Imre (Luci Fair)
- Benke Smith - mentalista (Kovács Bence)
- Boldog Péter
- Corodini (Göndör Miklós)
- Cripto (világrekorder)
- Csongrádi Béla
- Damien White (Joó László)
- Danny Blue
- Fülöp Tibor
- Galambos Ferenc
- Mr. Gálosz (Gálházi István érdemes bűvész, a Corodini Országos Bűvészegyesület alapítója)
- Gloviczki Péter
- Gyurci bűvész (Harmos György)
- Habók János
- Hajnal Máté (Corodini Országos Bűvésztalálkozó szervezője)
- Hajnóczy Soma (világbajnok)
- Hegyaljai Sándor
- Holcz Gábor
- Harry Houdini (Weisz Erik)
- Jámbor István [forrás?]
- Mr. Jupiter (Molnár Gergely)
- Kecsa bűvész
- Kelle Botond
- Kőhalmi Ferenc
- Luci Fair (Bacsa Imre)
- Lui bűvész
- Merlini Dávid
- Nagy Molnár Dávid bűvész
- Németh Gábor
- Rodolfo (Gács Rezső)
- Rolando bűvész (Kaszányi Roland)
- Schandl Barbara (Magic Barbara)
- Sugár Péter
- id. Szabó István (A Figaro bűvészbolt alapítója)
- ifj. Szabó István
- Száva Sándor (1919-2010) érdemes bűvész
- Szentgyörgyi Tili Edina (Edina Varázslatos Világa)
- Székelyhídi Nagy Csaba ( A Népi Varázslatok Mestere )
- Szűcs Ádám "adaMagic"
- Ungár Anikó
- Zollores (Farkas Árpád Zoltán (1952.04.27. - 2003.01.27.), sokáig a Corodini Országos Bűvészegyesület elnökhelyettese és oktatója volt.)

- Ungár Anikót a színpadon bemutatja a közönségnek Lui bűvész (2016)
- Kőhalmi Ferenc bűvész (2016)
- Fülöp Tibor bűvész (2016)
- Lui bűvész (2016)
- Csongrádi Béla bűvész, a kecskeméti Rodolfo Bűvész Kör elnöke (2016)
- David Merlini illuzionista híres szabaduló produkciója (2016)
- Székelyhídi Nagy Csaba bűvész
- Magic Barbara